# Bragança Mária Borbála spanyol királyné
Mária Borbála, vagy ismertebb spanyol ragadványnevén Portugáliai Borbála (spanyolul: Bárbara de Portugal; Lisszabon, Portugália, 1711. december 4. – Aranjuez, Spanyolország, 1758. augusztus 27.), Asztúria hercegnéje 1729 és 1746 között, majd Spanyolország királynéja 1746-tól VI. Ferdind királlyal kötött házassága révén 1758-ban bekövetkezett haláláig. Portugál infánsnőként született mint V. János portugál király és Ausztriai Mária Anna elsőszülött gyermeke. Férjével való huszonkilenc éves házassága bensőséges volt, szerették egymást, ugyanakkor kapcsolatukból nem születtek utódok. Borbála halálát követően a király mély depresszióba zuhant, megjelentek rajta az őrület jelei, majd egy évvel később ő maga is elhunyt.

## Életrajza

### Ifjúkora

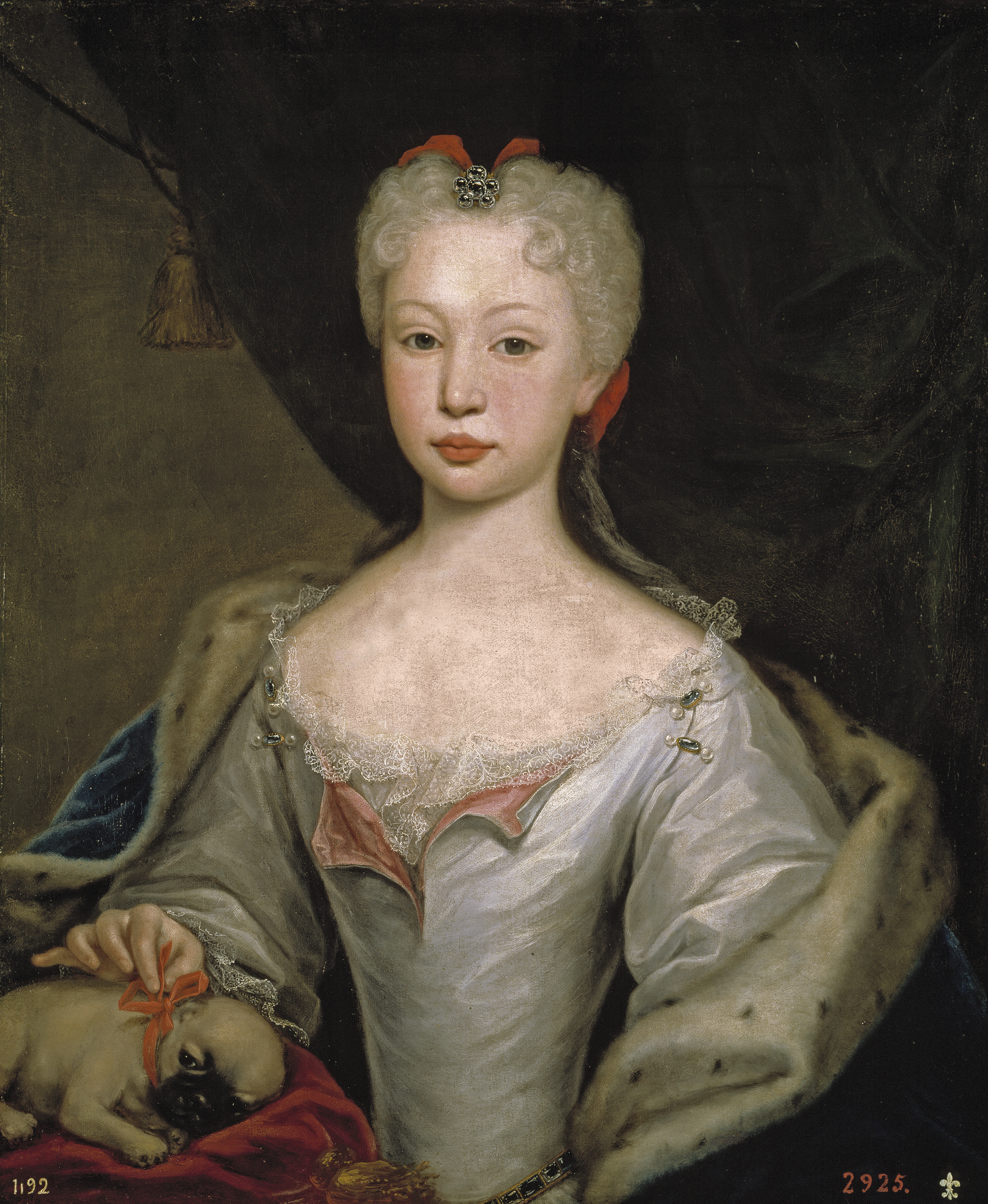
Az ifjú infánsnő 1725 körül

Az infánsnő 1711. december 4-én született a Ribeira palotában, Lisszabonban. Szülei, V. János portugál király és Mária Anna királyné ekkor három éve voltak házasok. A királyi pár első gyermekeként apja feltételezett örököse lett a portugál trónon, így születésével elnyerte a Brazília hercegnője címet, amit két évvel később, Péter nevű testvére kapott meg mint fiúörökös. Az infáns 1714-ben elhunyt, ám még halála előtt megszületett József nevű testvérük, majd az évek során további három fiú is, így Mária Borbála kikerült az örökösök sorából.
Teljes neve számos rokon és szent tiszteletére Mária Magdolna Borbála Xavérai Eleonóra Terézia Antónia Jozefa lett, de általában Borbála vagy Mária Borbála néven hivatkoztak rá. Nevét Szent Borbáláról, születésnapjának szentjéről kapta, amely nevet korábban még sosem használták a portugál királyi családban.
Az infánsnő kiváló oktatásban részült, folyékonyan beszélt franciául, németül és olaszul – később Madridba érkezve spanyolul is megtanult. A művelt Borbála emellett a képzőművészetek nagy kedvelője is volt, valamint édesapjához hasonlóan szerette a zenét, kiválóan játszott csembalón. Apja az egyik legfényűzőbb európai udvart tartotta fenn, mecénása volt a kor egyik legünnepeltebb barokk zeneszerzőjének, Domenico Scarlattinek. Scarlatti 1719-től 1729-ig volt a portugál udvarban Mária Borbála csembalómestere. A két fél között annyira jó viszony alakult ki, hogy Scarlatti később követte az infánsnőt új hazájába, Spanyolországba.
1725-ben Mária Borbála azon tizenhét hercegnő közé tartozott, akiket komolyan fontolóra vettek mint XIV. Lajos francia király unokájának, Lajos duphinnak jövőbeni hitvese. Később azonban aggályok merültek fel francia oldalról az infánsnő családjának észlelt fizikai és mentális egészsége, valamint fiatal kora miatt, ezért végül lehúzták a listáról. A mielőbbi francia frigyet az indokolta, hogy a francia király fia és unokája idő előtt meghalt, a trón várományosa pedig a gyenge egészségű kisgyermek Lajos lett, akinek minél előbb feleséget akartak találni, akitől további örökös születhet.

### Asztúria hercegnéjeként

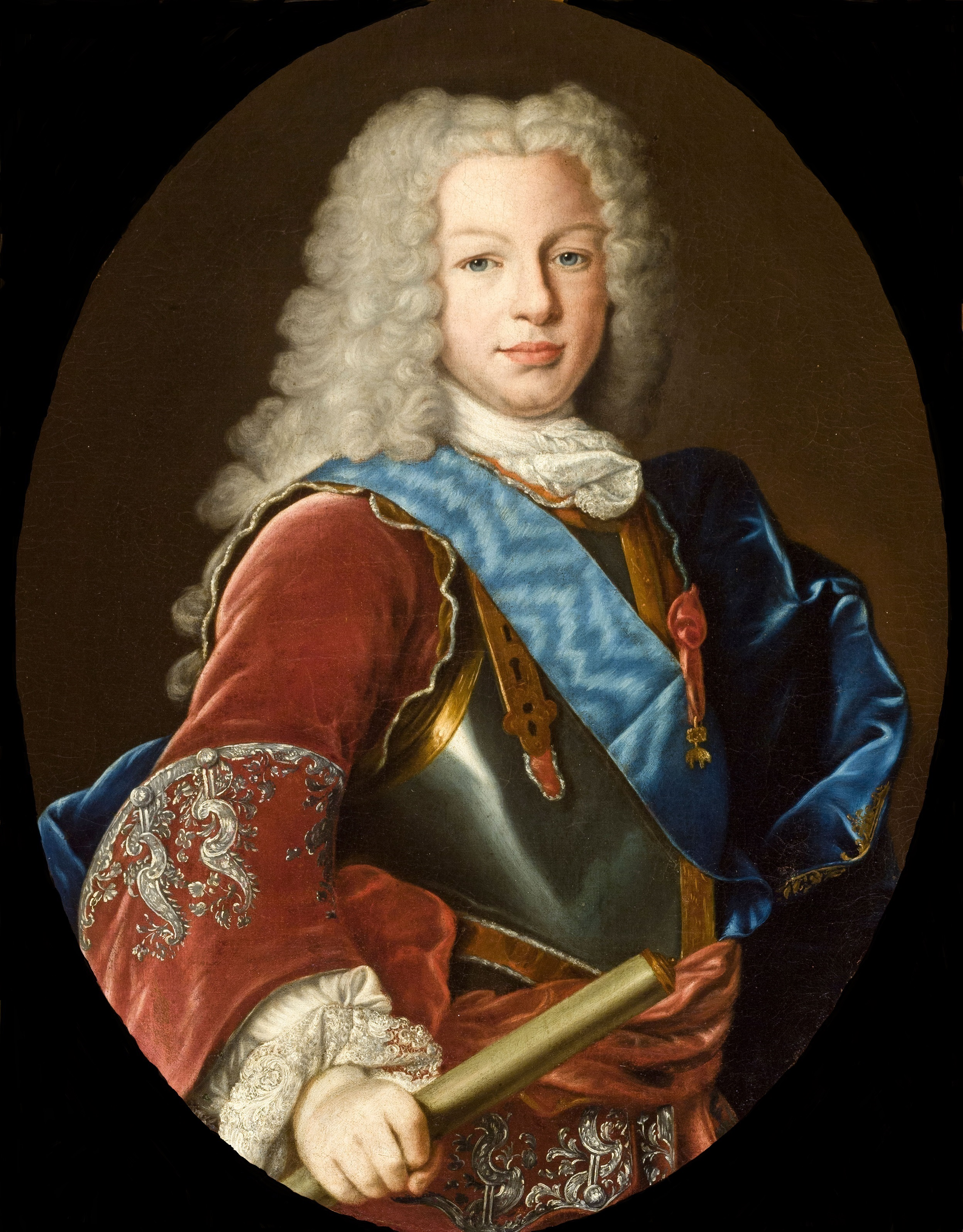
Borbála férje, Ferdinánd, Asztúria hercege, aki V. Fülöp spanyol király örököse volt

Az 1720-as évek végén V. János portugál és V. Fülöp spanyol királyok hosszas tárgyalásokat követően házassági szövetségben állapodtak meg gyermekeik kettős-házassága formájában. Ennek értelmében a portugál trónörökös, Brazília hercege feleségül veszi a spanyol király leányát, Mária Anna Viktóriát – akit korábban a francia duphinnak ígértek, ám a francia fél visszalépett a házasságtól –, továbbá a spanyol trónörökös, Asztúria hercege hozzámegy Mária Borbálához. A kettős-frigyre azért volt szükség, hogy rendezzék a két ország viszonyát a spanyol örökösödési háborúban megromlottak után. A hivatalos eljegyzési szerződés aláírására 1728. január 11-én került sor. A két pár házassági ceremóniáját egy évvel később, 1729. január 19-én celebrálták egy külön erre az alkalomra készített összekötőhídon és pavilonban a portugál–spanyol határfolyón, Badajoz városa közelében. Az esemény a „hercegnőcsere” (spanyolul: Intercambio de las Princesas) néven vonult be a köztudatba. A házassággal Borbála elnyerte az Asztúria hercegnéje címet.
Ferdinándnak nem nyerte el tetszését újdonsült feleségének megjelenése, ám a felek között hamar bizalmi viszony alakult ki. Mindketten a művészetek és a zene kedvelői voltak, ami segített összehozni őket. Idővel Ferdinánd nem csak támaszaként, hanem mint legfőbb tanácsadójaként tekintett a hercegnére. A francia nagykövet 1746-ban, uralkodóvá válásuk évében egy levelében meg is jegyezte, hogy „inkább Borbála váltja Erzsébetet, mint Ferdinánd Fülöpöt”. Az Asztúriai hercegi párnak feszült volt a viszonya Farnese Erzsébet királynéval, Ferdinánd mostohaanyjával. A Fülöp király helyett az országot de facto irányító királyné 1733-ban még lényegében háziőrizetet is elrendelt a párnak, egyúttal azt is megtiltotta nekik, hogy a francia és a portugál nagyköveten kívül bármely más diplomatával találkozzanak. Ugyanebben az évben, 1733-ban Borbála egy halva született gyermeket hozott világra, aki után többé már nem születtek gyermekei.

### Spanyolország királynéjaként

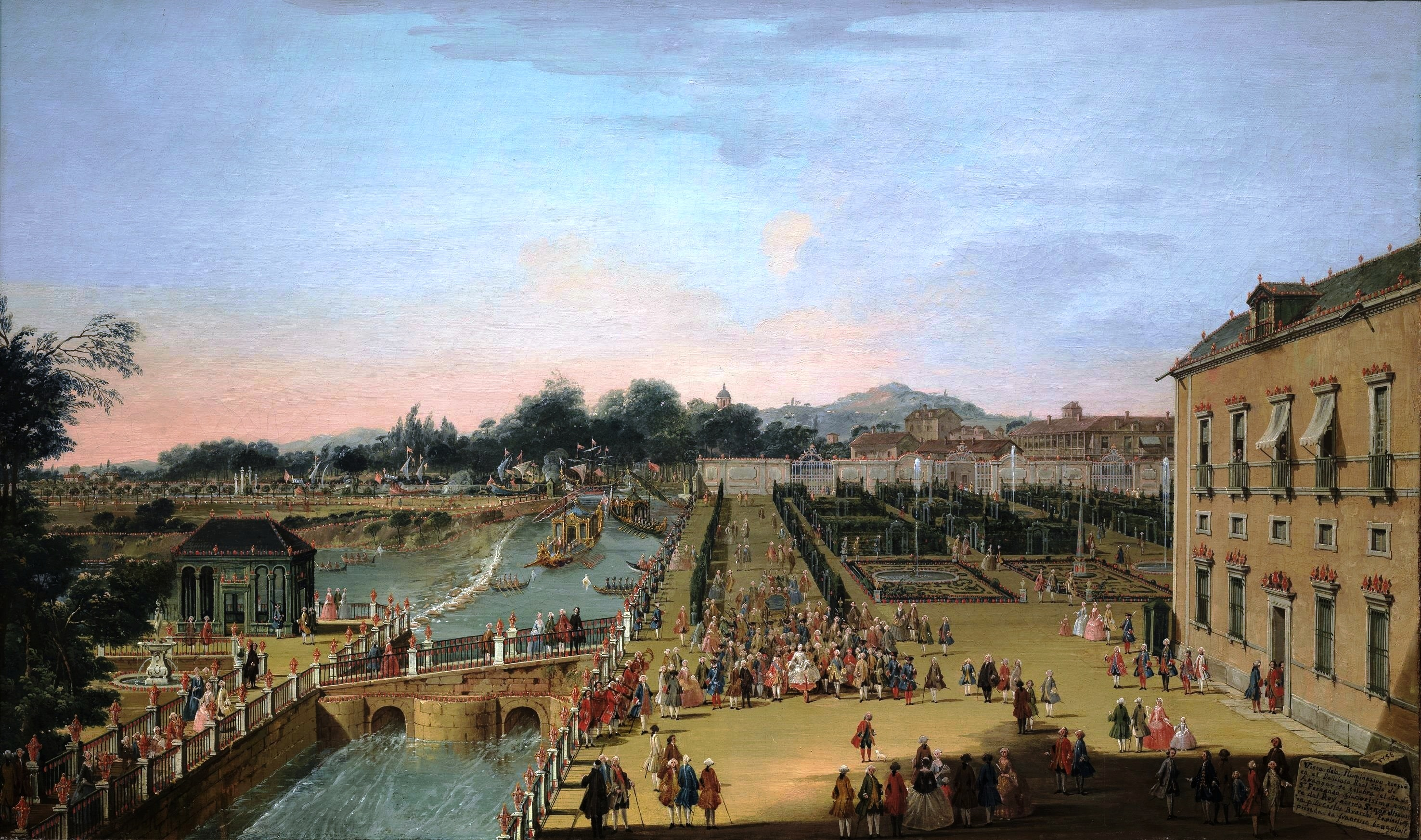
A királyi pár nagy kíséretük mellett kedvenc tartózkodási helyükön, Aranjuezben, a királyi palota kertjében 1756-ban

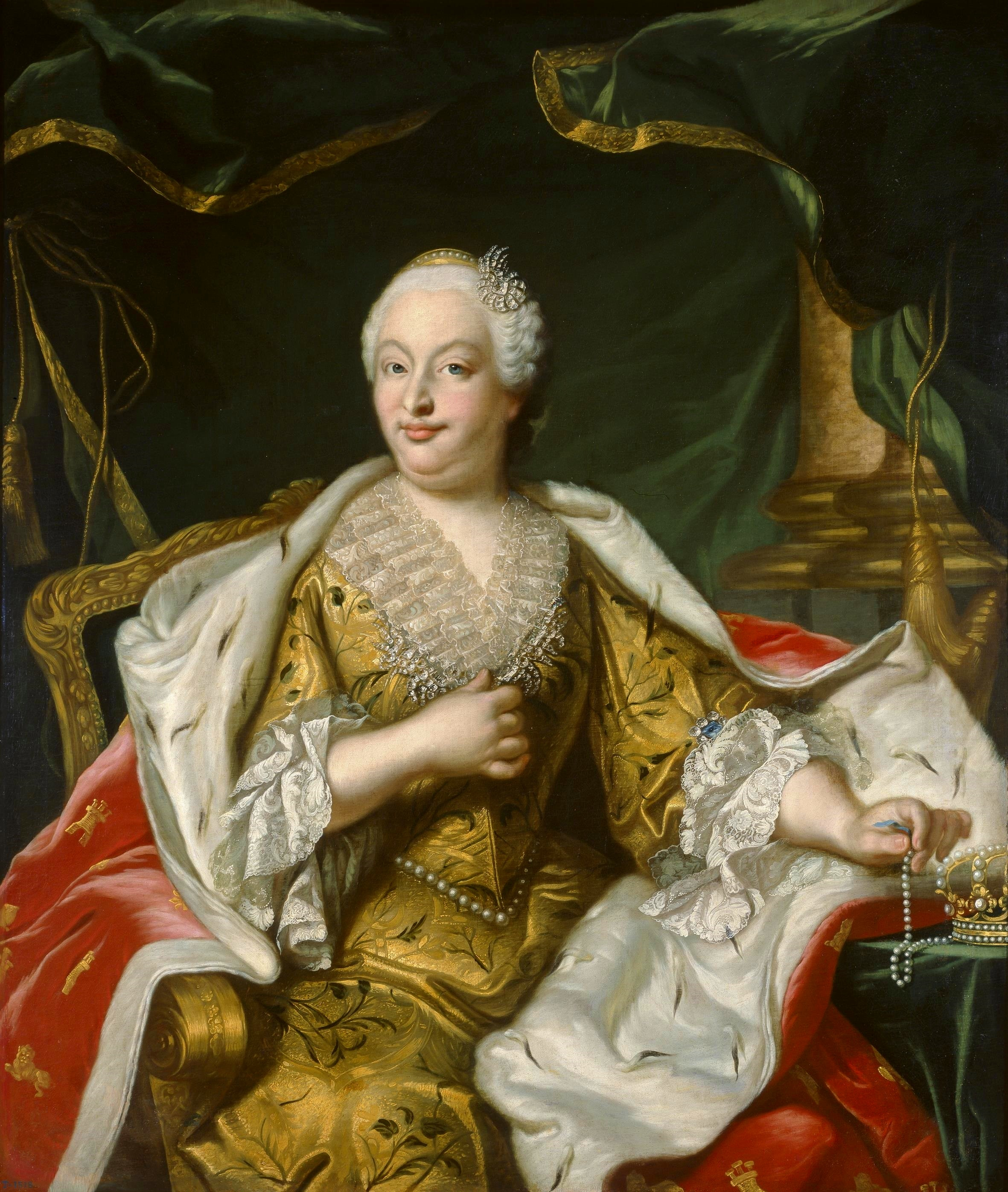
Az idősebb korára túlsúlyossá váló Borbála királyné Louis-Michel van Loo portréján

Amikor apósa, V. Fülöp király 1746. július 9-én elhunyt, trónján Borbála férje, Ferdinánd követte. Ezzel a harmincnégy éves Asztúria hercegnéje immáron Spanyolország királynéja lett. Borbála sugallatára és támogatásával a király első lépéseinek egyike volt, hogy kivonták a kormányzásból Ferdinánd mostohaanyját, Erzsébetet. Az anyakirálynét száműzték Madridból, új rezidenciájaként a La Granja de San Ildefonsó-i királyi palotát jelölték ki.
Uralkodásuk alatt Borbála fényűző estéket rendezett kedvenc rezidenciájukon, az aranjuezi királyi palotában. A királyné részt vett az államügyek intézésében is: az őt tisztelő miniszterek minden állampapírt megvitattak vele, mielőtt azt a királynak megmutatták volna, mert Borbála volt az, aki tudta, hogy mit kell mondani az uralkodónak vagy épp eltitkolni előle. Ő volt az a csatorna Ferdinánd és a miniszterek között, aki tudta, hogyan kell elérni a kívánt eredményt.
Erzsébettől eltérőan azonban az új királyné nem szerette fitogtatni férjére és a politikai döntésekre gyakorolt befolyását, mivel elődjétől eltérően nem volt olyan magabiztos és nem voltak akkora politikai ambíciói sem. Borbála leginkább Spanyolország és szülőhazája, Portugália baráti viszonyával foglalkozott édesapjával, V. János királlyal és Belmonte portugál nagykövettel együttműködve. Ő volt az egyik előmozdítója az 1750-es madridi szerződésnek, ami a spanyol és portugál dél-amerikai gyarmatok határvitáját rendezte.

### Halála, utóélete
Borbála egész életében betegeskedett: asztmás volt, idősebb korára pedig túlsúlyossá vált. Élete vége felé Aranjuezben tartózkodtak. A királynét itt érte több napos szenvedést követően a halált 1758. augusztus 27-én hajnalban, életének negyvenhatodig évében. Hitvesét, VI. Ferdinánd királyt felesége halála annyira megrázta, hogy visszavonult fivére Villaviciosa de Odónban található rezidenciájába, és többé nem foglalkozott az államügyekkel. Egy évvel élte túl Borbálát, majd ő maga is elhunyt 1759. augusztus 10-én.
A királynéról, mint a művészetek nagy pártfogójáról emlékezik meg az utókor, valamint a férjével, a királlyal való szerelmi viszonyáról, ami szokatlan volt a korban köttetett politikai házasságok időszakában. Férjével mecénásai voltak többek között az ismert itáliai kasztrált énekesnek, Farinellinek, továbbá udvarukban komponálta számos művét Domenico Scarlatti is. A királyné könyvtárában közel hatszáz kötet szerepelt, amik ma a Spanyol Nemzeti Könyvtár tulajdonát képzik.